# آيت أمساعد (آيت المان)
آيت أمساعد هي إحدى مشيخات المملكة المغربية، تتبع جغرافيا لإقليم بولمان وإداريًا لآيت المان. يقدر عدد سكانها بـ 1157 نسمة حسب الإحصاء الرسمي للسكان والسكنى لسنة 2004.